# Offset és Játékkártya Nyomda Zrt.
Az Offset és Játékkártya Nyomda Zrt.-t Magyarországon a második világháborút követően alapították. Célja a játékkártya gyártása és forgalmazása volt. 1994-ben részvénytársasággá alakult, majd 1996-ban osztrák tulajdonba került. A cég hanyatlása a játékkártyák iránt való érdeklődés lankadásának, valamint a magyar piacon megjelent konkurenseknek volt köszönhető.